# مسجد حیدریه قزوین
مسجد حیدریه قزوین (جامع صغیر) بنایی کهن در شهر قزوین است. و در قزوین، خیابان طالقانی، خیابان بلاغی، محله بلاغی واقع شده و این اثر در تاریخ ۹ مرداد ۱۳۱۲ با شمارهٔ ثبت ۲۰۰ به‌عنوان یکی از آثار ملی ایران به ثبت رسیده است. در دوره کنونی پس از کاوش در ضلع شرقی گنبدخانه آثاری یافت شد که تخمین زده می‌شود هم زمان با دوره آل بويه می‌باشد .
با وجود بازسازی بدستور امیر خمار تاش (وزیر سلطان ملکشاه سلجوقی) پس از زمین لرزه سال ۴۹۸ هجری شمسی، اساس و بنیان این بنا به دوران قبل از اسلام باز می‌گردد، زمانی که این مکان یک آتشکده زردتشتی بود.
امروزه این بنا در داخل و قسمتی از یک مدرسه پسرانه ابتدایی و سالن امتحان و کتابخانه آن است.

## کاربری بنا
این بنا در دوره‌های مختلف تاریخی استفاده‌های متفاوتی داشته‌است. بر اساس گمانه‌ها در دوره ای مسجد جامع بخشی از اهل سنت ساکن در شهر قزوین بوده‌است. همچنین با توجه به دیگر آثار یافت شده، کاربری بخشی از بنا به عنوان مدرسه علیمه قطعی است.
در سده اخیر این بنا به عنوان مدرسه ای نوین با نام مدرسه رهنما مورد استفاده قرار گرفته‌است. از سال 1383 شمسی کاوش این بنا آغاز شد و کاربری آن به یادمانی تاریخی تغییر پیدا کرده‌است.

## گچبری
این مسجد یکی از نمونه‌های کامل مساجد چهارطاقی می‌باشد که با کمی تغییر به شکل کنونی درآمده، محراب و تزئینات آن از نظر طرح در نوع خود جز بهترین و نفیسترین نمونه‌های هنر گچبری ایران به‌شمار می‌رود.همچنین هماهنگی طرح پیچیده گچبری و سادگی طرح آجر کاریبی نظیر است کتیبه‌های کوفی این مسجد که به‌شکل کوفی گلدار , کوفی گل و برگدار و کوفی پیچیده و مارپیچگچبری شده‌اند.بسیار به کتیبه‌های مقصوره مسجد جامع قزوین شباهت دارند مقصوره مسجد حیدریه تنها بازمانده شکوه این مسجد بوده که در دوره‌های بعد تخریب گردیده و قسمت‌های دیگر بدان ملحق شده گنبد رفیع مقصوره در دوران صفویه و به سال ۱۰۴۹ هجری قمری فرو ریخته و برای حفاظت ظرایف تزئینات آن سقفی شیروانی در دوران پهلوی بر آن بنا نموده‌اند. قدمت بنای نخستین مسجد تقریباً به دوران آل بویه می‌رسد و متأسفانه بانی بنا هم مشخص نیست و همان مسجدی می‌باشد که رافعی آن را بنام جامع اصحاب ابوحنیفه خوانده است .

## نگارخانه

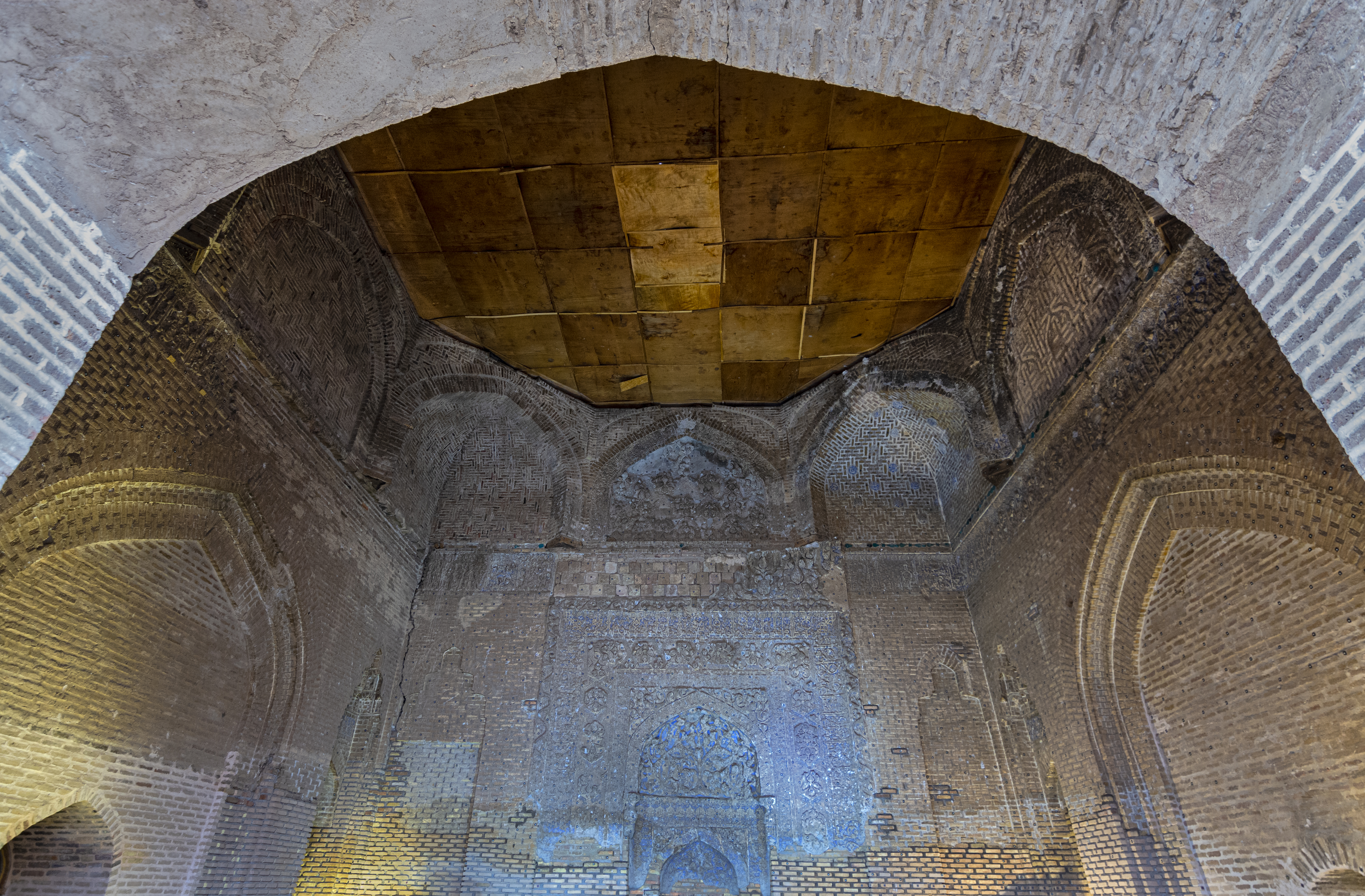
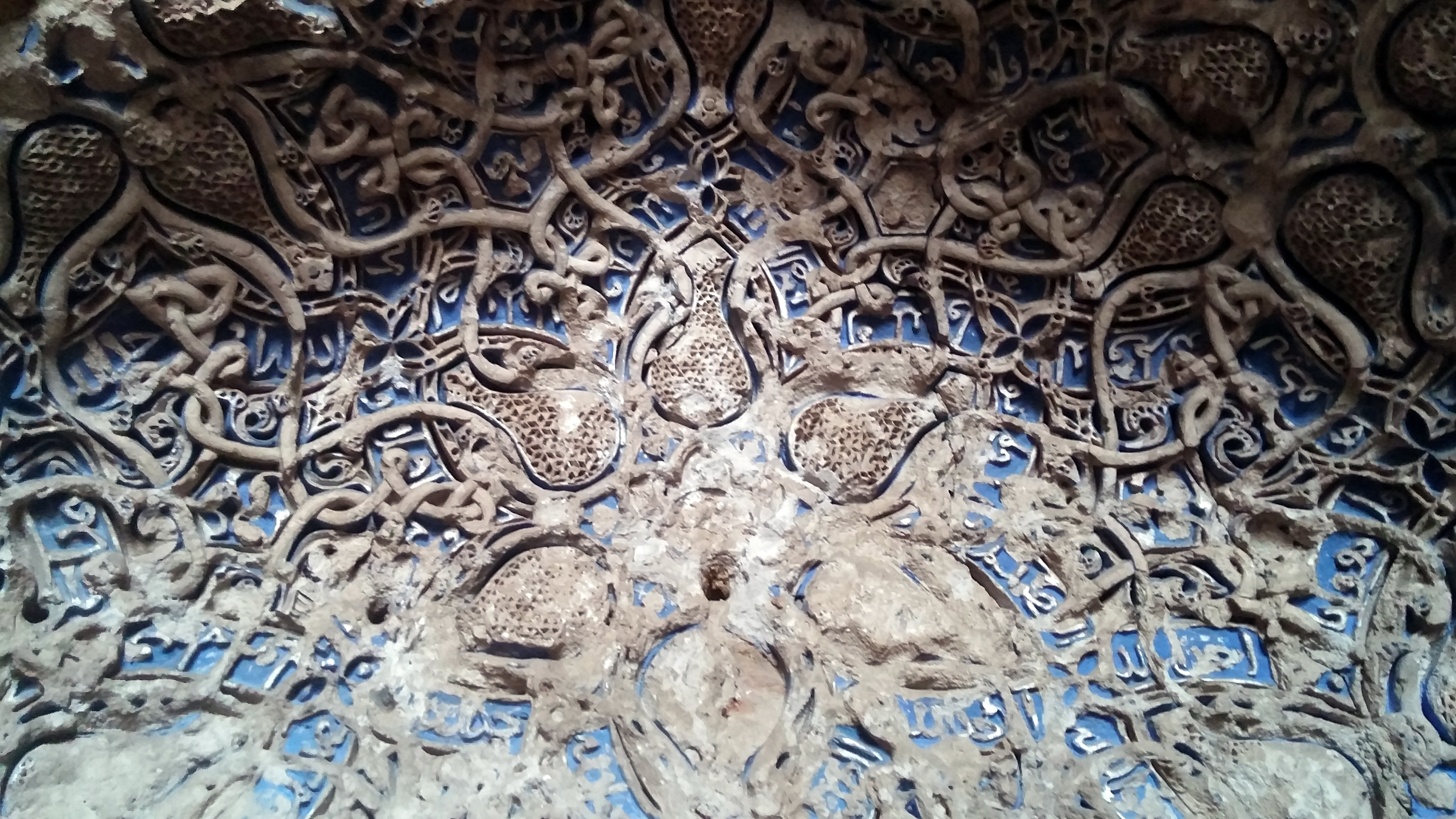
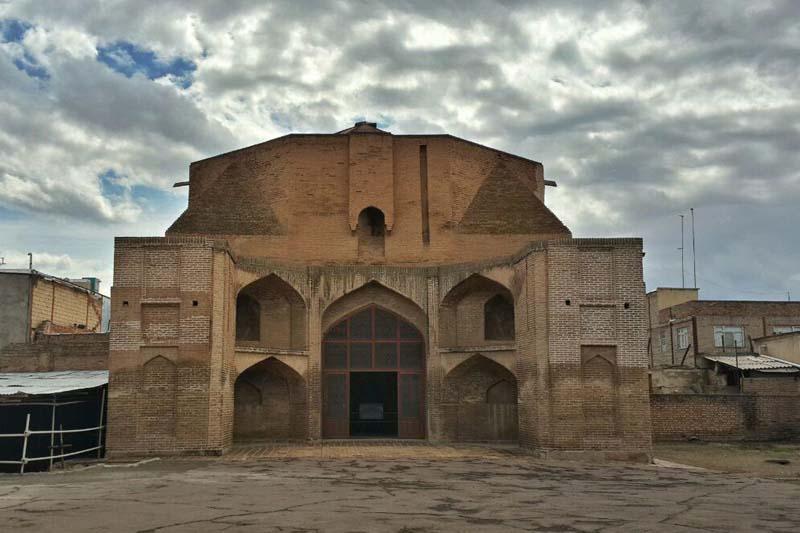
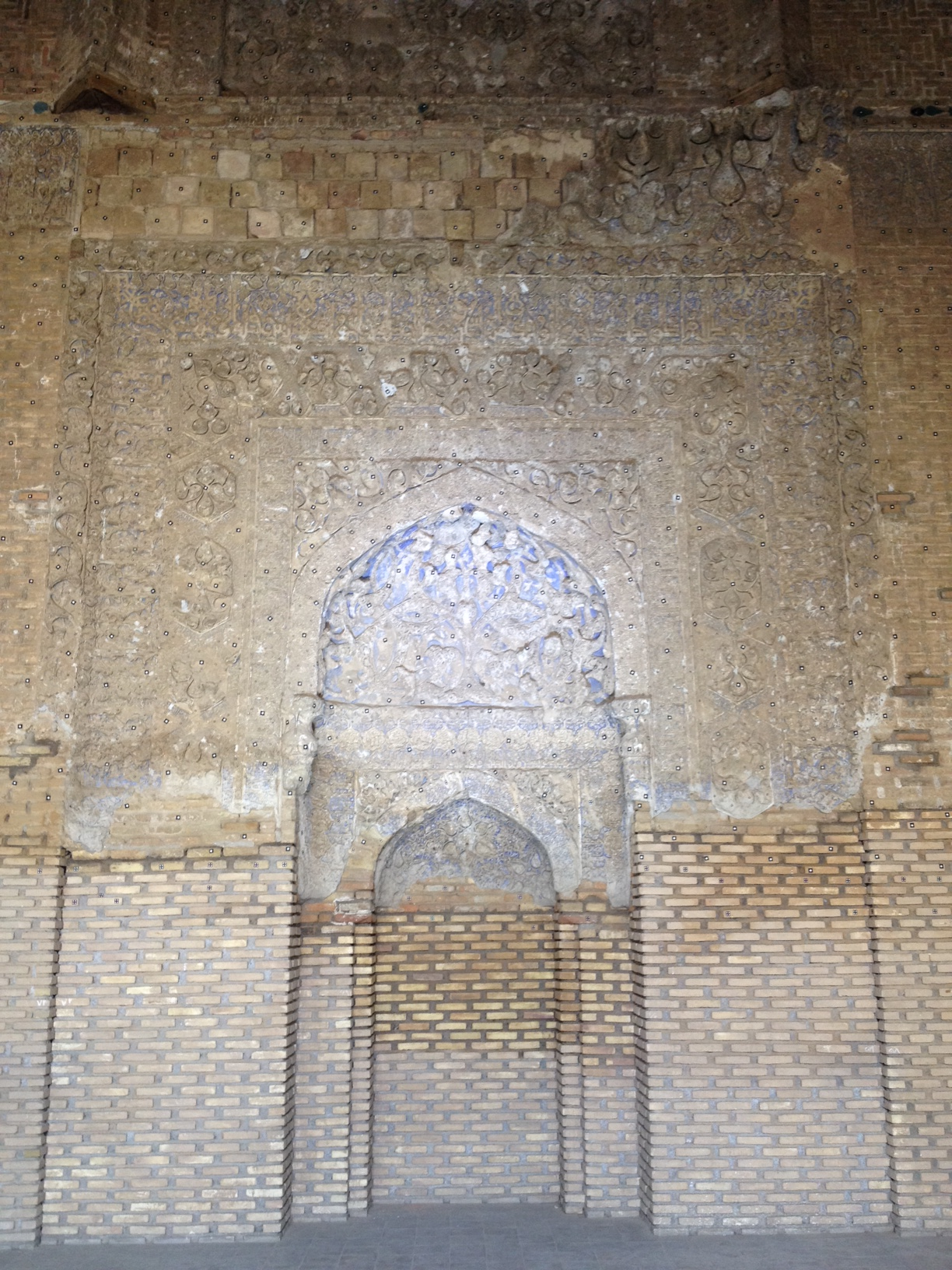